# Rafael Eitan
Rafael Raful Eitan, izraelski general, politik in poslanec, * 11. januar 1929, Afula, 23. november 2004.
Eitan je bil načelnik generalštaba Izraelskih obrambnih sil med 1. aprilom 1978 in aprilom 1983.